# Guido De Filip
Guido De Filip oder Guido De Felip (* 21. September 1904 in Venedig; † 27. September 1968 ebenda) war ein italienischer Steuermann im Rudern.
Bei den Olympischen Spielen 1920 in Antwerpen trat der Zweier mit Steuermann mit Ercole Olgeni, Giovanni Scatturin und dem Steuermann Guido de Filip an, De Filip war zu diesem Zeitpunkt 15 Jahre alt. Im Vorlauf besiegten die Italiener die Belgier, die als einziges angetretenes Boot nicht das Finale erreichten. Im Finale siegten die Italiener mit einer Sekunde Vorsprung vor dem Boot aus Frankreich, knapp dahinter gewannen die Schweizer die Bronzemedaille.
1923, 1924 und 1926 war Guido De Filip italienischer Meister im Vierer mit Steuermann.